# Platåberget

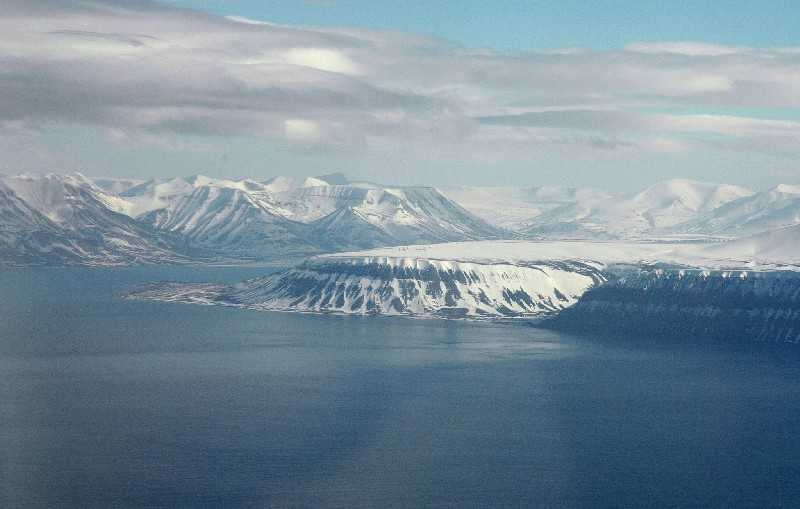
Platåberget vist des de Isfjorden

Platåberget, que en noruec significa muntanya aplanada, es troba a Longyearbyen, a Spitsbergen, Svalbard. Fa 464 m d'alt. Limita a l'oest amb Bjørndalen, a l'est amb Blomsterdalen i al nord amb Hotellneset i Adventfjorden. A Platåberget estan situats l'aeroport de Longyearbyen, l'Estació de satèl·lit de Svalbard, el Magatzem de llavors de Svalbard com també la Mina 3 de carbó.